# Lycosa isolata
Lycosa isolata là một loài nhện trong họ Lycosidae.
Loài này thuộc chi Lycosa. Lycosa isolata được Elizabeth Bangs Bryant miêu tả năm 1940.